# Konferenz der Informatikfachschaften
Die Konferenz der Informatikfachschaften, kurz KIF, ist die Bundesfachschaftentagung der Fachschaften der Informatik im deutschsprachigen Raum. Sie vertritt die Interessen der Fachschaften gegenüber überregionalen Institutionen, wie z. B. Parteien, der Hochschulrektorenkonferenz (HRK), dem Fakultätentag Informatik und dem Fachbereichstag Informatik. Die erste KIF fand am 5. Mai 1973 an der Universität Dortmund statt und tagt seitdem jedes Semester, somit zweimal im Jahr an unterschiedlichen Standorten im deutschsprachigen Raum.

## Über die KIF

### Zusammensetzung
Die KIF setzt sich hauptsächlich aus Vertretungen der Informatikfachschaften im deutschsprachigen Raum zusammen, steht aber auch ehemaligen Studierenden und anderen Interessierten offen. An der KIF nehmen üblicherweise zwischen 150 und 250 Personen teil. Die bevorzugte Bezeichnung für Teilnehmer einer KIF ist KIFfel, in Abgrenzung zum Kiffer. In den KIF-Logos wird dennoch ab und an mit der Doppeldeutigkeit kokettiert.

### Aufgaben
Neben der Interessenvertretung von Informatikstudenten dient die KIF auch der Kontaktpflege zwischen den Informatikfachschaften. Die KIF entsendet sowohl die drei studentischen Vertretungen in den Fakultätentag Informatik als auch die zwei studentischen Vertretungen in den Fachbereichstag Informatik. Ebenso entsendet die KIF Mitglieder in den studentischen Akkreditierungspool und Vertretungen zu dessen Mitgliederversammlungen, sowie studentische Vertretungen zum Forum InformatikerInnen für Frieden und gesellschaftliche Verantwortung (FIfF).

### Ablauf
Auf einer KIF gibt es viele Arbeitskreise zu verschiedenen politischen und nicht-politischen, ernsthaften und auch nicht-ernsthaften Themen. Auch Exkursionen werden oft angeboten. Kernelement einer jeden KIF sind die beiden Plena: das Anfangs- und das Abschlussplenum. Hier werden aktuelle hochschulpolitische Fragen der Informatik-Studiengänge sowie insbesondere auf dem Abschlussplenum die Ergebnisse der Arbeitskreise diskutiert und ggfs. Resolutionen verabschiedet. Auch die studentischen Vertretungen im Fakultätentag, Fachbereichstag, studentischem Akkreditierungspool und FIfF werden hier gewählt.

### Termin und Ort
Die KIF findet halbjährlich (einmal im Sommer- und einmal im Wintersemester) statt und wird jeweils von der Informatikfachschaft der Gastgeber-Hochschule organisiert. Der Gastgeber wird auf einer der vorhergehenden Konferenzen festgelegt. Die Nummerierung erfolgt in 0,5er-Schritten, sodass der Ganzzahlanteil mit jedem Jahr erhöht wird. 2011 fanden z. B. die 39,0. KIF im Frühsommer und die 39,5. KIF im Herbst statt. Durch diese Versionsnummerierung wurden in der Vergangenheit auch informelle Zusammenkünfte der KIFfel außerhalb der offiziellen Termine als quasi-KIF nummeriert, beispielsweise Treffen zu Silvester als „38,9. KIF“.

## Resolutionen
Forderungen und Beschlüsse der KIF werden per Konsens im Abschlussplenum als Resolution verabschiedet. Die Resolutionen richten sich an Akteure im Bildungswesen und sind Ausdruck einer gemeinsamen Positionierung zu diesen Themen aller anwesenden Fachschaften und Personen, welche durch das Konsensprinzip unterstrichen wird. Die KIF greift dabei sowohl aktuelle Bildungsthemen auf, als auch fachspezifische Themen der Informatik. Eine Liste der Resolutionen ist öffentlich einsehbar.

## Publikationen der KIF (Auswahl)
- Chipkarten-Reader[8]
- Studienführer Informatik[9] (nicht länger verfügbar[10])